# Ana Ofelia Murguía
Ana Ofelia Murguía (Città del Messico, 8 dicembre 1933 – Città del Messico, 31 dicembre 2023) è stata un'attrice messicana.

## Filmografia

### Cinema
- Pax? (1968)
- Para servir a usted (1970)
- The Prophet Mimi, regia di José Estrada (1972)
- Esa es mi Irene (1975)
- The Heist, regia di Felipe Cazales (1975)
- Los Poquianchis (1976)
- José (1976)
- Mexico, Mexico, ra ra ra, regia di Gustavo Alariste (1976)
- The Black Widow, regia di Arturo Ripstein (1977)
- Maten al Leon, regia di José Estrada (1977)
- Pedro Paramo, regia di José Bolamos (1978)
- Naufragio, regia di Jaime Humberto Hermosillo (1979)
- Cadena Perpetua (1979)
- Maria del mio cuore, regia di Jaime Humberto Hermosillo (1979)
- Life Sentence, regia di Arturo Ripstein (1979)
- Amor libre, regia di Jaime Humberto Hermosillo (1979)
- Constelaciones, regia di Alfredo Joskowicz (1980)
- Ora si tenemos que ganar, regia di Raul Kamffer (1981)
- La Vispera (1982)
- El corazon de la noche, regia di Jaime Humberto Hermosillo (1984)
- La pasion de Isabella (1984)
- Dune, regia di David Lynch (1984)
- Los Motivos de Luz (1985)
- Los confines (1987)
- Goitia, un dios para si mismo (1988)
- Diplomatic Immunity (1991)
- Mi querido Tom Mix (1991)
- La reina de la noche, regia di Arturo Ripstein (1994)
- Nessuno parlerà di noi, regia di Augustin Diaz Yanes (1995)
- Morena, regia di Jorge Ramirez Suarez (1995)
- El anzuelo, regia di Ernesto Rimoch (1996)
- Luces de la noche, regia di Sergio Munoz Guemes (1998)
- Written on the Body of Night, regia Jamie Humberto Hermosillo (2001)
- Bandidas, regia di Joachim Rønning e Espen Sandberg (2006)
- Mientras haya vida (2007)

### Televisione (parziale)
- Mientras haya vida, (2007)

## Doppiaggio
- Coco - film d'animazione (2017; voce di Mamá Coco)
- Hola! - serie animata (2018; voce di Amelia)